# Aware
Aware (auch Auareh, Ge'ez አዋሬ Awarē) ist ein Ort in der Degehabur-Zone der Somali-Region in Äthiopien. Es ist Hauptort der gleichnamigen Woreda Aware.
Nach Angaben der Zentralen Statistikagentur Äthiopiens für 2005 hatte Aware 4.760 Einwohner. 1997 waren von 3.191 Einwohnern 99,75 % Somali, acht Einwohner gehörten anderen ethnischen Gruppen an.
Die Einwohner der Umgebung sind hauptsächlich nomadische Viehzüchter. Nördlich von Aware leben Angehörige des Clans der Eidagalla-Isaaq, im Süden leben Ogadeni-Darod. In Aware selbst gibt es seit den 1920er Jahren Brunnen, doch traditionell nutzten die Eidagalla vor allem Wasserstellen jenseits der Grenze in Nordsomalia/Somaliland, während sich die Ogadeni hierzu nach Bulale begaben. Erst nachdem ab den 1960er Jahren mehr Brunnen gegraben wurden, hat Aware selbst als Wasserstelle an Bedeutung gewonnen.